# Matthias Veit
Matthias Veit (Mannheim, 9 de enero de 1981) es un deportista alemán que compitió en remo. Ganó tres medallas de plata en el Campeonato Mundial de Remo entre los años 2006 y 2008.

## Palmarés internacional
| Campeonato Mundial | Campeonato Mundial   | Campeonato Mundial | Campeonato Mundial      |
| Año                | Lugar                | Medalla            | Prueba                  |
| ------------------ | -------------------- | ------------------ | ----------------------- |
| 2006               | Eton (Reino Unido)   | Medalla de plata   | Ocho con timonel ligero |
| 2007               | Múnich (Alemania)    | Medalla de plata   | Ocho con timonel ligero |
| 2008               | Ottensheim (Austria) | Medalla de plata   | Ocho con timonel ligero |